# توراجی، نیو ساوت ولز

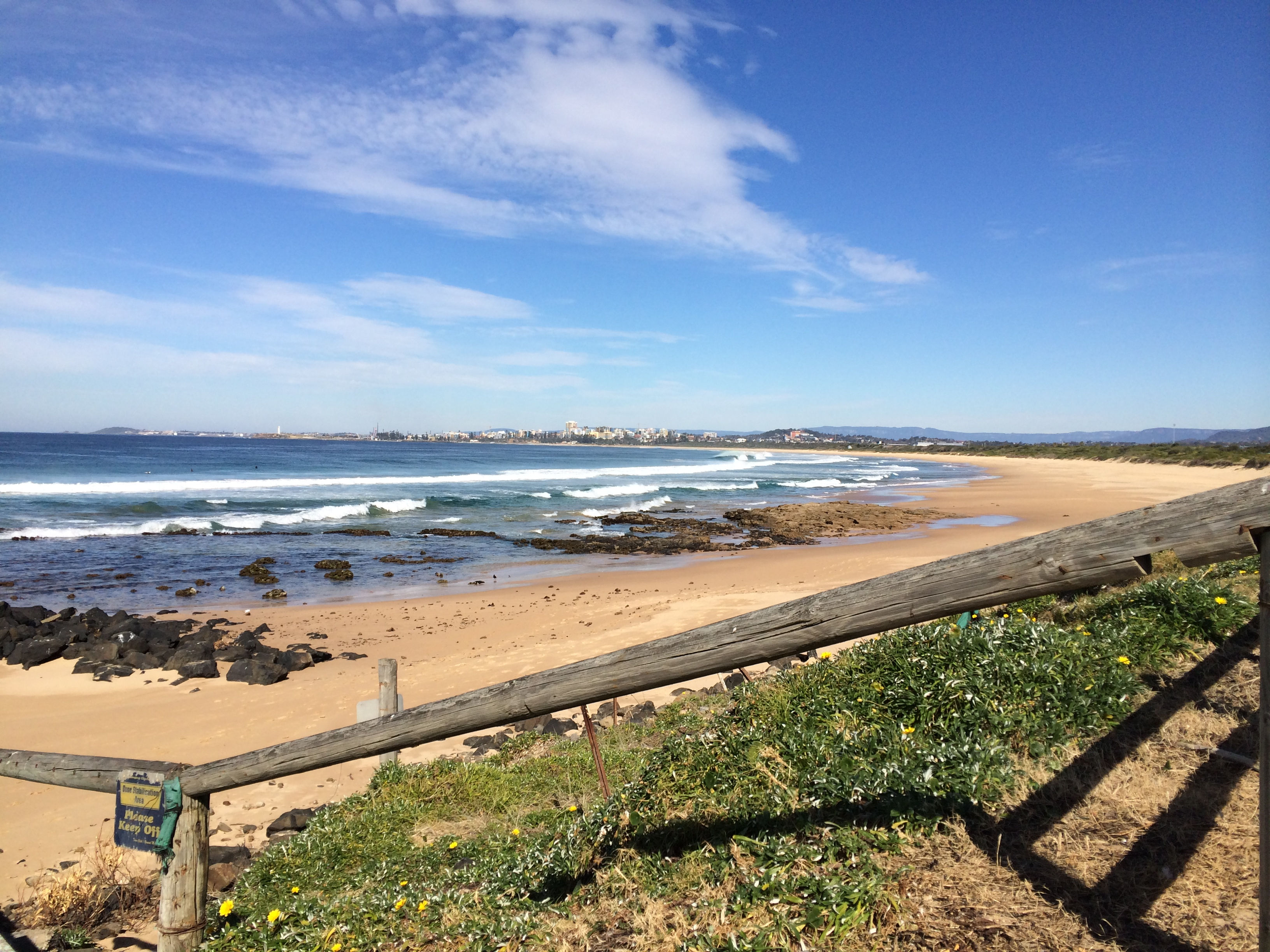
نمایی از ساحل توراجی

توراجی (به انگلیسی: Towradgi) یک حومه شهر در استرالیا است که در نیو ساوت ولز واقع شده‌است.